# Cataldo Salerno
Pour les articles homonymes, voir Salerno (homonymie).
Cataldo Salerno (né en 1951  à Enna, en Sicile, Italie - ) est un universitaire et homme politique italien, professeur de psychologie, président fondateur de l'Université Kore d'Enna. Il est actuellement président de la Province d'Enna.

## Biographie
Le professeur Salerno, auteur de différents livres de psychologie, a été élu, en 2003, président de la province, avec 60 % des votes (centre-gauche des DS).